# Mazagón
Mazagón es un núcleo de población perteneciente a los municipios de Moguer y Palos de la Frontera en la provincia de Huelva, Andalucía, España. Está regido por la mancomunidad Moguer - Palos de la Frontera constituida por los ayuntamientos de Moguer y Palos de la Frontera. Se encuentra al nivel del mar y a 22,7 kilómetros de la capital de la provincia, Huelva. En el año 2023 el núcleo costero tenía 4378 habitantes censados (INE), contando los habitantes totales existentes en cada uno de los correspondientes términos municipales a los que pertenece (3309 en el término de Moguer y 1069 en el de Palos de la Frontera). Esta población se multiplica por diez en los periodos estivales.

## Geografía
En Mazagón se pueden diferenciar dos grandes zonas:

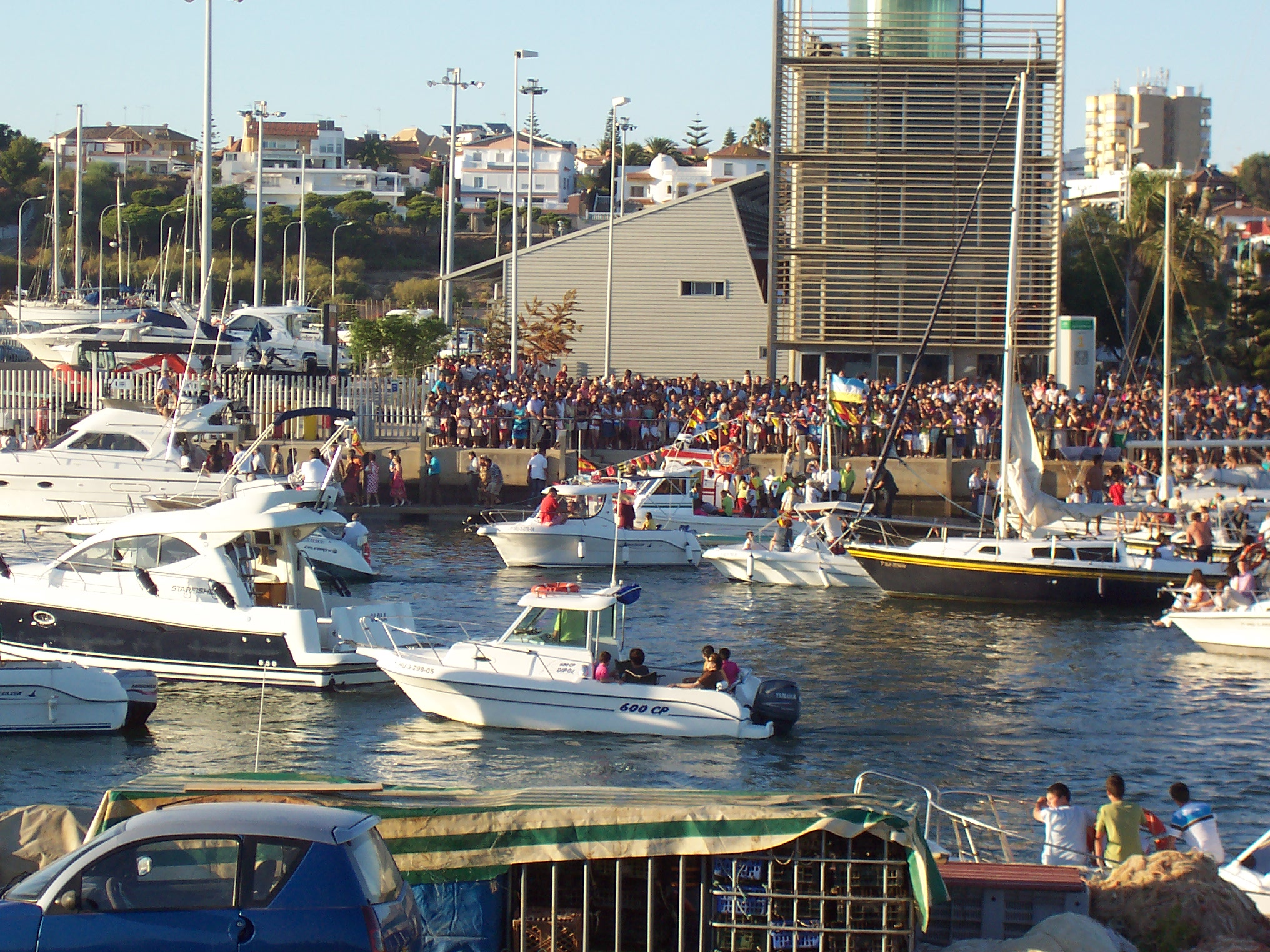
Puerto deportivo

Una primera perteneciente al término municipal de Palos de la Frontera, y que incluye toda la línea costera hasta la playa de Torre del Loro, si bien ambos municipios tienen unos acuerdos de gestión con respecto a las playas, por el que a Palos de la Frontera le corresponde gestionar desde la playa del Vigía hasta la playa de la Estrella, destacando la playa de las Dunas que en 2021 recibió la Bandera Azul. La "Avenida de los Conquistadores" es la vía principal del núcleo urbano. En estos lugares encontramos espacios de importancia como el Puerto Deportivo, el Muelle y la Casa del Vigía, la iglesia de Nuestra Señora del Carmen así como la mayor parte de la zona costera de Mazagón con sus consiguientes locales comerciales, de ocio y de hostelería. También se encuentran las zonas urbanas de Ciparsa, parte de Valdemorales, Las Maravillas, y las nuevas urbanizaciones del Vigía que se sitúan a escasos metros del Puerto exterior de Huelva.

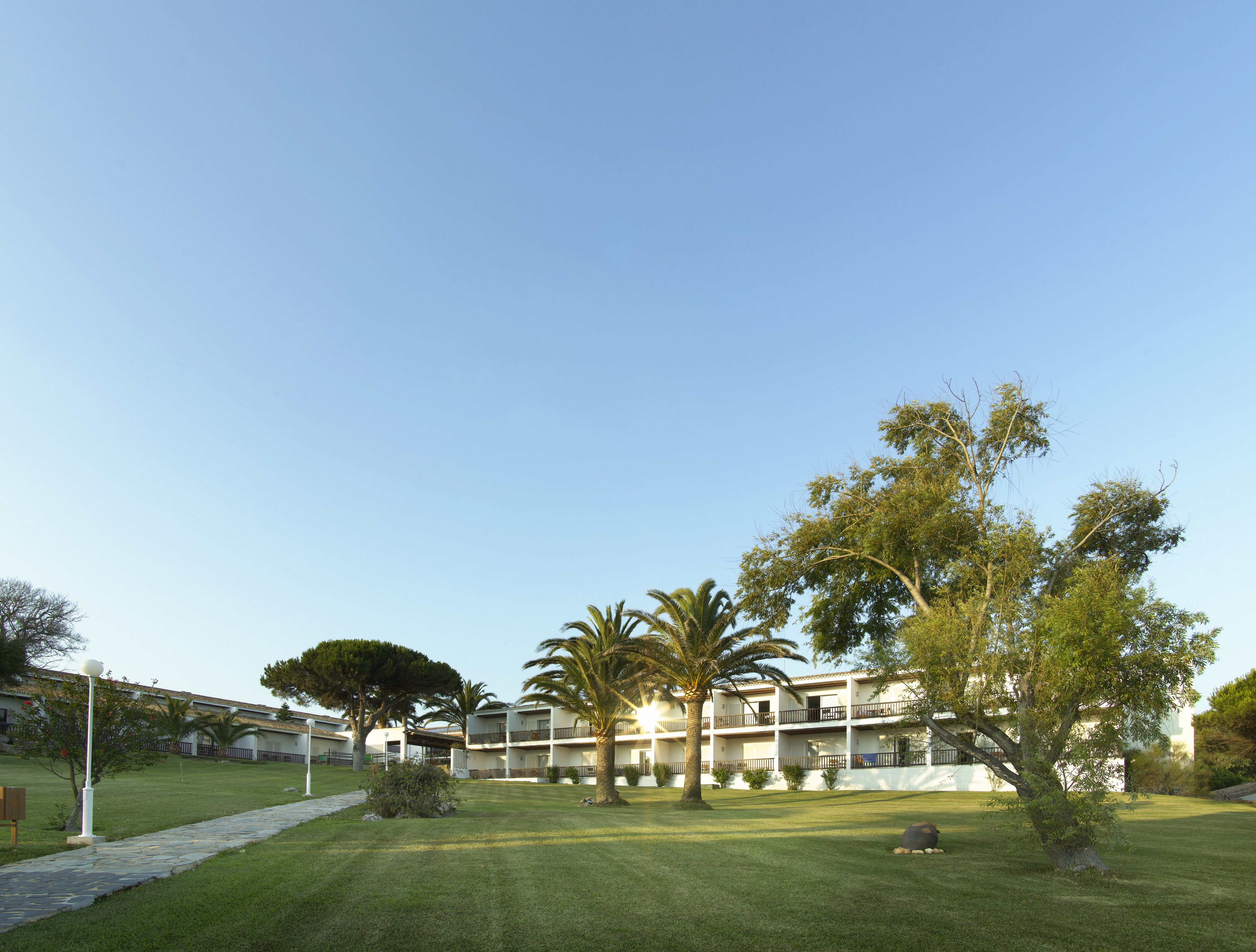
Parador de Mazagón, verano de 2018.

La otra zona correspondería al término municipal de Moguer que concentra el 75 % de la zona urbanizada del casco urbano de Mazagón. En ella se encuentra la mayoría de edificios dotacionales, como la mancomunidad Moguer-Palos de la Frontera, el centro urbano, el Faro del Picacho, la ciudad deportiva, los centros educativos, las principales urbanizaciones (Torre del Loro, Chicago, Miami, Valdemorales, barriada de San José, etc), el polígono industrial y comercial Los Pinos así como el resto de zonas verdes, de vital importancia ya que forma parte del Cinturón del parque nacional y Natural de Doñana. Por los antedichos acuerdos, Moguer gestiona 4 kilómetros de playas en los que se encuentran la playa del Parador, playa de Rompeculos y la playa de Torre del Loro, dándose la peculiaridad de que en esta última confluyen los límites de cuatro términos municipales: Palos de la Frontera, Moguer, Lucena del Puerto y Almonte. Destacan entre ellas la del Parador por contar con Bandera Azul, y cuyo nombre es aportado por el Parador Nacional de Mazagón o "Cristóbal Colón" situado cerca de esta playa.

## Historia

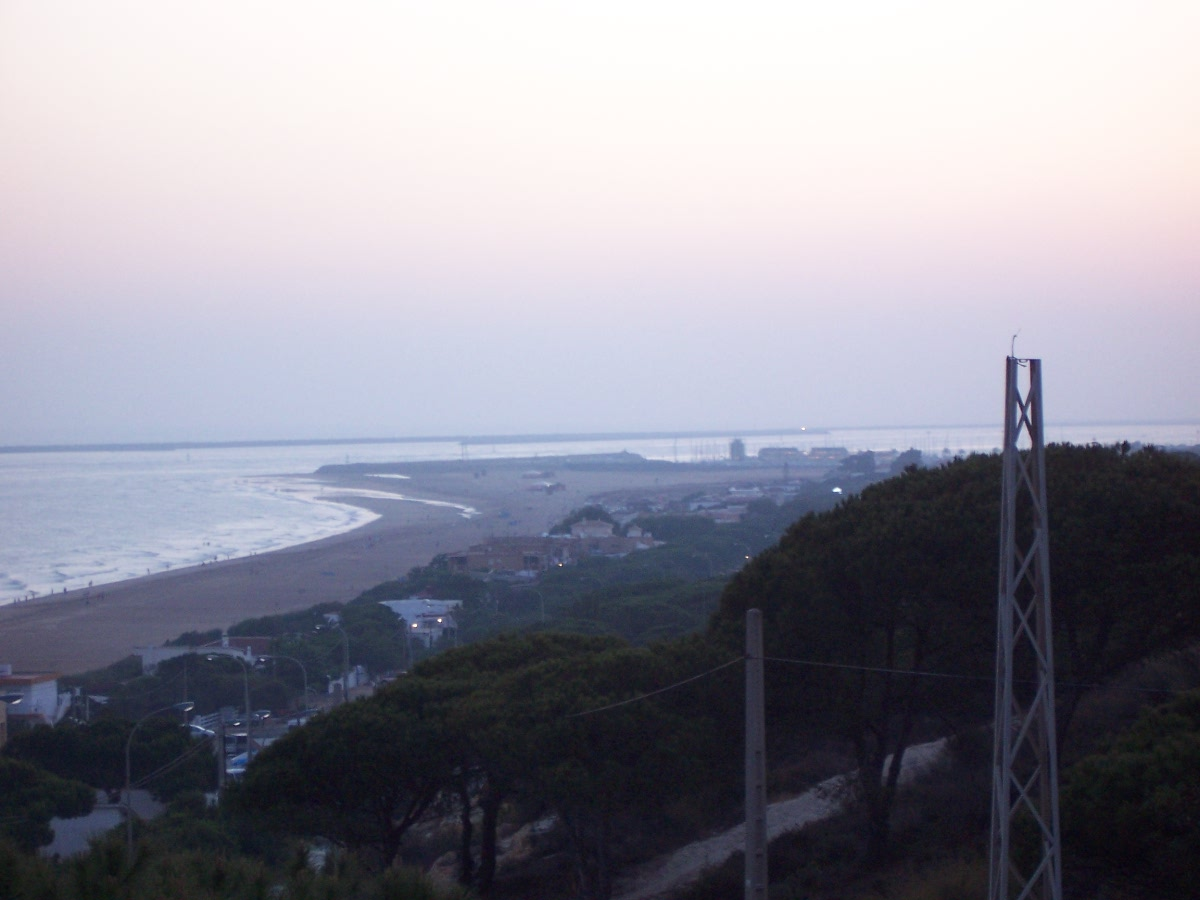
Playas de Mazagón

Las referencias a Mazagón como núcleo de población comienzan a finales del siglo XIX y hasta la mitad del siglo XX motivado por la pesca, la riqueza de sus bosques, la agricultura y el carácter residencial de verano que muchas familias de Moguer, Palos de la Frontera, Bonares o Rociana del Condado le dieron. Precisamente fueron familias procedentes de la actual comarca de El Condado las que comenzaron a ocupar las playas en épocas de descanso. Al terminar la vendimia se instalaban en pequeñas cabañas o ranchos fabricados con pinos, eucaliptos y juncos.
Con el aumento de veraneantes y turistas comenzaron a instalarse pequeños "chiringuitos" y a construirse casas permanentes con ladrillos. Surgieron así las primeras barriadas: La "Santísima María de Salomé" y "Nuestra Señora del Socorro".

## Turismo
El principal reclamo turístico de Mazagón son sus extensas playas y la proximidad a los espacios naturales del parque nacional y Natural de Doñana, los Parajes Naturales de las Lagunas de Palos y Las Madres, el Estero de Domingo Rubio y el jardín botánico Dunas del Odiel. Mazagón cuenta con las playas más vírgenes de la provincia de Huelva, además posee un entorno natural con el médano dunar y los pinares como elementos destacados. Limita con el parque nacional de Doñana por el noreste, donde comienza la denominada playa de Castilla. Ostenta bandera azul en su Puerto deportivo y en las playas del Parador y de Las Dunas, esta última desde 2021.
Sus núcleos matrices le confieren un carácter iberoamericano, colombino, pinzoniano y juanramoniano, donde se puede visitar:
En el núcleo urbano principal de Palos de la Frontera:
- Centro histórico declarado B.I.C.
- Iglesia de San Jorge.
- Puerto Histórico de Palos, de donde partieron las naves descubridoras.
- Castillo de Palos.
- Casa Museo de Martín Alonso Pinzón.
- La Fontanilla.
- Muelle de la Calzadilla.
- Monumento a Martín Alonso Pinzón.
- El entorno del Paraje de La Rábida, donde se encuentran:
  - Monasterio de La Rábida.
  - Monumento a los Descubridores.
  - Muelle de las Carabelas.
  - Foro Iberoamericano.
  - Parque botánico José Celestino Mutis.
  - Monumento al Vuelo Plus Ultra.

En el núcleo urbano principal de Moguer:
- Su centro Histórico declarado B.I.C..
- Museo al aire libre Moguer EScultura.
- Fuente de Pinete:
- Castillo.
- Puerto de Moguer.
- Monasterio de Santa Clara.
- Capilla del Hospital del Corpus Christi.
- Convento de San Francisco.
- Iglesia de Nuestra Señora de la Granada.
- Casa consistorial.
- Casa Museo Zenobia y Juan Ramón.
- Casa Natal Juan Ramón Jiménez.
- Fuentepiña.

Mazagón ha ido mejorado considerablemente sus dotaciones turísticas en las últimas décadas, aunque aún sigue siendo un núcleo de segunda residencia de los habitantes de los municipios cercanos. No es un importante centro turístico costero a nivel nacional ni internacional, pero desde el final del siglo XX, el turismo en Mazagón ha ido incrementando hasta el punto de que, en la actualidad, dispone de un gran número de plazas hoteleras, distribuidas en los siguientes centros hoteleros: el Parador Nacional Cristóbal Colón, de 4 estrellas; el Othels Mazagón (antiguo Solvasa) (4****), el hotel Mazagonia (4****), el hotel Albaida Nature (3***), el apartahotel Martín Alonso Pinzón, el apartahotel El Remo, el hostal Hilaria, el hostal Acuario, el hostal Álvarez Quintero y el campin Doñana Playa.

## Ocio, Deporte y Actividades
Mazagón, en lo que al deporte respecta, ha contado con una enorme aceptación por parte de la población. El Club Baloncesto Mazagón, cuyas instalaciones pertenecientes al PMD Moguer están formadas por un pabellón con múltiples pistas, gran cantidad de material constituido por balones de todas las categorías, canastas de cristal templado, pistas de caucho sintético, material de entrenamiento variado..., da la posibilidad a centenares de jóvenes de Mazagón a jugar al baloncesto. Sus resultados son claramente favorecedores, ya que algunos de los jugadores han acudido a Selecciones tanto Provinciales como Regionales, así como algunos equipos han asistido a eventos a nivel andaluz.
El equipo de fútbol, FC Mazagón, también consta de múltiples galardones y es considerado uno de los más desarrollados de la provincia. Con un campo de césped artificial profesional, el FC Mazagón juega en el municipal El Faro (capacidad para casi 600 espectadores). Cuenta con 100 socios afiliados, y juegan por 3.er año en Primera Andaluza. También cuenta con una gran cantera en constante crecimiento.
En Mazagón se practican otros muchos deportes como tenis, paddle, equitación, baile, gimnasia, judo... así como deportes callejeros que últimamente han sido aceptados ampliamente por los más jóvenes, como la calistenia o el parkour. En verano, además, se consideran deportes acuáticos como la natación, el vóley, el wind-surf, el kayak, etc.
Mazagón cuenta con un inmenso abanico de actividades para todos los públicos. Desde conferencias sobre temas medioambientales, conciertos de jazz, fiestas de verano, hasta ferias gastronómicas y eventos deportivos de cierta importancia regional.
A pesar de todas estas actividades proporcionadas, Mazagón no es un lugar de ocio en época no estival ya que no cuenta con salones recreativos, cines, centros comerciales ni con lugares donde los jóvenes o adultos puedan disfrutar haciendo otro tipo de actividades más populares hoy en día.  
Destacan entre las celebraciones festivas del municipio la Cabalgata de Reyes, el Carnaval, la Romería en honor a la Patrona la Virgen del Carmen, las fiestas del Carmen en julio con la Procesión de la Patrona por las calles del municipio y la conocidísima Feria de Mazagón en agosto que aglutina a miles de personas en el recinto ferial del parque público.

## Administración y política
El núcleo urbano de Mazagón está administrado por la "Mancomunidad Moguer - Palos de la Frontera", constituida por los ayuntamientos de Moguer y Palos de la Frontera. El pleno de la Mancomunidad está constituido por los alcaldes y dos concejales de ambos municipios, teniendo su sede en el edificio de la Mancomunidad que se ubica en la avenida Conquistadores.
En el apartado político, hay que destacar, la formación de partidos políticos con carácter local que se posicionan a favor de una segregación del casco urbano de Mazagón, de los municipios matrices a los que pertenece.
La asociación vecinal, denominada AVEMA (Asociación de vecinos de Mazagón), fue la primera formación en constituirse en el año 1993. Según esta asociación, Mazagón se encontraba en situación de abandono, y tendría mejores servicios si fuera un ayuntamiento independiente. AVEMA ha presentado, desde su formación, candidaturas en las elecciones municipales de ambos municipios, obteniendo en Moguer, en los distintos procesos electorales a los que concurrió, entre dos y tres concejales; no obteniendo la misma suerte en el consistorio de Palos de la Frontera, en el cual nunca obtuvo representación. En el año 2007 nació el PIM (Partido independiente de Mazagón). Dicho partido se posicionó a favor de la segregación de Mazagón de los municipios a los que legalmente pertenece, sin embargo no sigue las líneas de actuación de AVEMA. La línea de actuación de este partido se ha caracterizado por pedir la construcción de infraestructuras básicas y arreglos de todo tipo a los ayuntamientos matrices. En las dos últimas elecciones municipales no obtuvo representación en ninguno de los dos consistorios.
El resto de partidos políticos, (P.P., PSOE-A y PA), tiene un carácter municipal, existiendo agrupaciones de los mismos en cada municipio matriz. Sin embargo, todas las agrupaciones, en ambos municipios, se muestran claramente en contra de la segregación. Éstas han aprobado diversas iniciativas, en los ayuntamientos matrices, en las que expresan su rechazo a la separación de parte de su territorio, alegando la inviabilidad de esta iniciativa tanto para Mazagón como para sus municipios matrices. En las alegaciones presentadas, por los mismos, en el proceso segregacionista, se defendía el incumplimiento de todos los requisitos necesarios que marcan la ley.
En el año 2004, después de varios años en la política, AVEMA presentó expediente de segregación del núcleo costero ante la Junta de Andalucía, expediente que la Junta de Andalucía desestimó el 8 de julio de 2008. Posteriormente, el 20 de julio de 2009, fue la Sala de lo Contencioso-Administrativo del Tribunal Superior de Justicia de Andalucía quien ratificó la resolución denegatoria de la Junta de Andalucía. Disconforme con el sentido de la resolución del expediente, AVEMA presentó recurso de casación ante el Tribunal Supremo de España. A principios del año 2013 el Tribunal Supremo desestimó el recurso de casación interpuesto contra la resolución del Tribunal Superior de Justicia de Andalucía. Con esta última resolución judicial se puso fin al proyecto político segregacionista.